# 圣欧莱
圣欧莱（法語：Saint-Aulaye，法語發音：[sɛ̃.t‿olɛ]）是法国多尔多涅省的一个旧市镇，属于佩里格区。该旧市镇总面积34.71平方公里，2009年时的人口为1360人。2016年，圣欧莱与市镇皮芒古合并为新市镇圣欧莱-皮芒古。

## 人口
圣欧莱人口变化图示